# Europamästerskapen i fälttävlan 1975
Europamästerskapen i fälttävlan 1975 arrangerades i Luhmühlen, Västtyskland. Tävlingen var den 12:e upplagan av europamästerskapen i fälttävlan.

## Resultat
| Placering | Ryttare              | Häst     | Land |
| --------- | -------------------- | -------- | ---- |
| 1         | Lucinda Prior-Palmer | Be Fair  | GBR  |
| 2         | Princess Anne        | Goodwill | GBR  |
| 3         | Pietr Gornuschko     | Gusar    | URS  |

| Placering | Land           |
| --------- | -------------- |
| 1         | Sovjetunionen  |
| 2         | Storbritannien |
| 3         | Västtyskland   |